# La Bâtie-Montgascon
La Bâtie-Montgascon település Franciaországban, Isère megyében. Lakosainak száma 2025 fő (2022. január 1.). La Bâtie-Montgascon Granieu, Chimilin, Corbelin, Faverges-de-la-Tour, Saint-André-le-Gaz, Saint-Clair-de-la-Tour és Les Abrets-en-Dauphiné községekkel határos.

## Népesség
A település népességének változása:
| Lakosok száma | 1206 | 1296 | 1310 | 1657 | 1862 | 1890 | 1919 | 1941 | 1969 | 2025 |
|               | 1968 | 1982 | 1990 | 2006 | 2013 | 2015 | 2017 | 2019 | 2020 | 2022 |